# Anomala miyakona
Anomala miyakona är en skalbaggsart som beskrevs av Shuhei Nomura 1977. Anomala miyakona ingår i släktet Anomala och familjen Rutelidae. Inga underarter finns listade i Catalogue of Life.